# 솔져 (1982년 영화)
《솔저》(영어: The Soldier 혹은 Codename: The Soldier)는 미국에서 제작된 1982년 냉전 액션 스릴러 영화이다. 제임스 글리컨하우스가 연출, 각본, 제작을 맡고, 켄 월 등이 출연하였다.

## 출연진
- 켄 월
- 앨버타 왓슨
- 윌리엄 프린스
- 조아킹 드알메이다
- 스티브 제임스
- 클라우스 킨스키
- 제프리 존스
- 젤코 이바넥
- 조지 스트레이트

## 기타 제작진
- 라인 제작: J. 보이스 하먼 주니어